# Rubus archboldianus
Rubus archboldianus är en rosväxtart som beskrevs av Elmer Drew Merrill och Perry. Rubus archboldianus ingår i släktet rubusar, och familjen rosväxter. Inga underarter finns listade i Catalogue of Life.